# The Nightfly
The Nightfly er et album fra 1982 af Steely Dan frontmanden Donald Fagen. Det er Fagens første soloalbum og den første plade i hans The Nightfly Trilogy. Sangene handler om ungdommen og er baseret på hans egen opvækst. Albummet fik platin i England i 2004 og fik det også i USA. Den er den første plade af Fagen, der er optaget fuldkommen digitalt.
| Musik | Spire Denne musikartikel er en spire som bør udbygges. Du er velkommen til at hjælpe Wikipedia ved at udvide den. |